# FC Valdagno
FC Valdagno (wł. Società Sportiva Dilettantistica Football Club Valdagno) – włoski klub piłkarski, mający siedzibę w mieście Valdagno, w północno-wschodniej części kraju, grający od sezonu 2019/20 w rozgrywkach Prima Categoria Veneto.

## Historia
Chronologia nazw:
- 1926: Unione Sportiva Pasubio – po utworzeniu sekcji piłkarskiej
- 1928: Associazione Calcio Valdagno
- 1933: Dopolavoro Aziendale Marzotto
- 1946: Associazione Calcio Marzotto
- 1970: Associazione Calcio Valdagno
- 1997: klub rozwiązano – po przejęciu przez AC Thiene
- 2005: Associazione Calcio Dilettantistica Nuova Valdagno
- 2012: Associazione Calcio Dilettantistica Trissino-Valdagno – po fuzji z ACD Trissino
- 2014: Football Club Dilettantistico AltoVicentino – po fuzji z SSD Calcio Marano
- 2017: klub rozwiązano
- 2017: Società Sportiva Dilettantistica ValdagnoVicenza Calcio – po wykupieniu licencji od ASD Leodari Vicenza SBF
- 2018:  Società Sportiva Dilettantistica Football Club Valdagno

Klub sportowy US Pasubio został założony w miejscowości Valdagno w 1926 roku w wyniku tworzenia sekcji piłkarskiej (wielosportowy klub powstał w 1907 z inicjatywy Domenico Cocco). W sezonie 1927/28 zespół debiutował w rozgrywkach Terza Divisione Veneto (D4), zdobywając awans do Seconda Divisione. W 1928 zmienił nazwę na AC Valdagno, a w 1933 do Dopolavoro Aziendale Marzotto. W 1934 zespół awansował do Prima Divisione (D3), która pozostała trzecim poziomem, po wprowadzeniu w 1929 Serie A i Serie B. W 1936 klub został promowany do Serie C. W 1944 wystąpił w wojennych mistrzostwach Veneto, zajmując czwarte miejsce w grupie B.
Po kolejnym przymusowym zawieszeniu mistrzostw spowodowanych przez II wojnę światową, w 1945 roku klub został zakwalifikowany do Serie C Alta Italia, a w 1946 przyjął nazwę AC Marzotto. W 1951 zdobył awans do Serie B, w której grał przez 10 lat, spadając z do Serie C w roku 1961. W 1970 został zdegradowany do Serie D (D4), przyjmując nazwę AC Valdagno. W 1972 spadł do Promozione Veneto, a w 1973 do Prima Categoria Veneto (D6). W 1978 po kolejnej reorganizacji systemu lig klub został zakwalifikowany do Promozione  (D6). W 1979 otrzymał promocję do Serie D, która w 1981 roku zmieniła nazwę na Campionato Interregionale. W 1989 awansował do Serie C2, a po 3 latach został zdegradowany do Campionato Nazionale Dilettanti (D5), a w 1994 wrócił do Serie C2. W 1997 klub znów spadł do Campionato Nazionale Dilettanti, a potem połączył się z AC Thiene, przenosząc się do Thiene, po czym nazwa klubu została zmieniona na AC ThieneValdagno. Klub z Valdagno zaprzestał działalności.
W 2005 klub został reaktywowany z nazwą ACD Nuova Valdagno i startował w rozgrywkach Promozione Veneto (D7). w 2009 na rok awansował do Eccellenza Veneto. Po zakończeniu sezonu 2011/12 zajął pierwsze miejsce w grupie A Promozione Veneto i zdobył promocję do Eccellenza Veneto. Następnie klub połączył się z ACD Trissino, który występował w Serie D i zmienił nazwę na ACD Trissino-Valdagno. Po zakończeniu sezonu 2016/17 klub zajął 12.miejsce w grupie C Serie D, ale potem zrezygnował z dalszych występów i ogłosił upadłość.
Wkrótce klub odrodził się jako SSD ValdagnoVicenza Calcio i po wykupieniu tytułu sportowego od ASD Leodari Vicenza SBF rozpoczął występy w Eccellenza Veneto (D5). W 2018 zespół spadł do Promozione Veneto, po czym nazwa klubu została zmieniona na SSD FC Valdagno. W następnym roku został zdegradowany do Prima Categoria Veneto (D7).

## Barwy klubowe, strój
|  |  |

Klub ma barwy biało-błękitne. Zawodnicy domowe spotkania zazwyczaj grają w pasiastych pionowo biało-błękitnych koszulkach, błękitnych spodenkach oraz błękitnych getrach.

## Sukcesy

### Trofea międzynarodowe
Nie uczestniczył w rozgrywkach europejskich (stan na 31-05-2020).

### Trofea krajowe
| \| \| Zdobyte trofea w rozgrywkach Włoch (stan na: 31-08-2020) \| |                                                          |      |                  |
| Rozgrywki                                                         | Osiągnięcie                                              | Razy | Sezon(y)         |
| · Mistrzostwo                                                     | I miejsce                                                | 0    |                  |
| · Mistrzostwo                                                     | II miejsce                                               | 0    |                  |
| · Mistrzostwo                                                     | III miejsce                                              | 0    |                  |
| · Puchar                                                          | zdobywca                                                 | 0    |                  |
| · Puchar                                                          | finalista                                                | 0    |                  |
| · Puchar                                                          | 1/128 finału                                             | 2    | 1940/41, 1958/59 |
| II liga                                                           | I miejsce                                                | 0    |                  |
| II liga                                                           | II miejsce                                               | 0    |                  |
| II liga                                                           | III miejsce                                              | 0    |                  |
| II liga                                                           | 4.miejsce                                                | 1    | 1957/58          |
| Włochy                                                            | Zdobyte trofea w rozgrywkach Włoch (stan na: 31-08-2020) |      |                  |

- Serie C (D3):
  - mistrz (1x): 1950/51 (B)
  - wicemistrz (1x): 1947/48 (G)
  - 3.miejsce (3x): 1939/40 (A), 1946/47 (G), 1965/66 (A)

## Piłkarze, trenerzy, prezydenci i właściciele klubu

### Prezydenci
...
- 1936–1938:  Luigi Andrighetto

...
- od 2017:  Roberto Maria Coda

## Struktura klubu

### Stadion
Klub piłkarski rozgrywa swoje mecze domowe na Stadio dei Fiori w mieście Valdagno o pojemności 6 tys. widzów.

### Derby
- Hellas Verona
- L.R. Vicenza
- Calcio Schio 1905